# Xanthoparmelia catarinae
Xanthoparmelia catarinae är en lavart som beskrevs av Hale. Xanthoparmelia catarinae ingår i släktet Xanthoparmelia och familjen Parmeliaceae.   Inga underarter finns listade i Catalogue of Life.